# Abderrahim Lahcinia
Abderrahim Lahcinia (ar. عبد الرحيم لحسينية; ur. 10 grudnia 1963) – marokański judoka. Olimpijczyk z Seulu 1988, gdzie zajął dziewiętnaste miejsce w wadze ciężkiej.
Srebrny medalista igrzysk śródziemnomorskich w 1983 roku.

## Letnie Igrzyska Olimpijskie 1988
| Konkurencja | Eliminacje              | Klas. końcowa |
| Konkurencja | Przeciwnik I            | Miejsce       |
| ----------- | ----------------------- | ------------- |
| +95 kg      | Frederico Flexa (BRA) P | 19.           |